# Уайлдер, Деонтей
Део́нтей Лешу́н Уа́йлдер ([diˈɔnteɪ ˈwaɪldɜːr], англ. Deontay Leshun Wilder; 22 октября 1985, Таскалуса, Алабама, США) — американский боксёр-профессионал, выступающий в тяжёлой весовой категории. Чемпион США среди любителей (2007). Бронзовый призёр Олимпийских Игр в Пекине (2008). Бывший чемпион мира по версии WBC в тяжёлом весе (2015—2020). Победил 10 бойцов за титул чемпиона мира в тяжёлом весе. Имеет самую продолжительную серию побед нокаутом с начала карьеры в тяжёлом весе.
Обладатель наград «Бой года» (2021), «Нокаут года» (2019), «Раунд года» (2018; 2021) по версии журнала The Ring.
Лучшая позиция по рейтингу BoxRec — 1-я (ноябрь 2019) и является 39-м среди американских боксёров тяжёлой весовой категории, а по рейтингам основных международных боксёрских организаций занимает на июль 2025 года занимает: 12-ю строку рейтинга WBC — входя в ТОП-40 лучших тяжеловесов всего мира.

## Биография
Деонтей Уайлдер родился 22 октября 1985 года в Таскалусе, штат Алабама. После того, как в 2004 году Деонтей окончил среднюю школу он мечтал о том, чтобы играть в американский футбол или баскетбол, но из-за рождения дочери Нэйи в 2005 году, которая родилась с заболеванием позвоночника, был вынужден сосредоточиться на более финансово-прибыльном виде спорта, выбрав для себя бокс.

## Любительская карьера
Заниматься боксом Уайлдер начал в октябре 2005 года, а уже через два года добился очень высоких результатов в любительском боксе. На национальном чемпионате «Золотые перчатки» в 2007 году он побеждает среди прочих оппонентов и чемпиона мира среди кадетов Исайю Томаса, боксёра-левшу из Детройта, становясь победителем этого чемпионата в первой тяжёлой весовой категории.
На любительском чемпионате США побеждает Куатиса Грейвса, и выигрывает финал (31-15) у левши Джеймса Циммермана из Сан-Хосе, Калифорния.
Участвовал в чемпионате мира в Чикаго 2007 года, где 1/32 проиграл близким решением Кшиштофу Зимноху (20-23).
29 февраля 2008 года в Новосибирске Деонтей Уайлдер принял участие во встрече олимпийских команд по боксу из США и России, где проиграл техническим нокаутом (в третьем раунде) Евгению Романову, выступающему в категории до 91 кг.
Также в 2008 году, на матчевой встрече Россия—США в Магнитогорске, Деонтей одолел опытнейшего Рахима Чахкиева (11-10), ставшего олимпийским чемпионом на Олимпийских Играх в Пекине в категории до 91 кг.
В том же 2008 году на Олимпийских Играх в Пекине Уайлдер выигрывает бронзовую медаль в первом тяжёлом весе (до 91 кг). За свою любительскую карьеру Уайлдер провёл примерно 35 боев, проиграв в 5.

### Олимпийские игры 2008
- 1/8 финала. Победа. Абдельазиз Тульбини (Алжир) 10:4
- 1/4 финала. Победа. Мохамед Арджауи (Марокко) 10+:10
- 1/2 финала. Поражение. Клементо Руссо (Италия) 1:7

Сразу же после Олимпийских Игр Уайлдер принял решение перейти в профессиональный бокс.

## Профессиональная карьера
В первых 32 профессиональных боях Уайлдер одержал победу нокаутом, причём ни один из поединков не продлился более четырёх раундов.
15 ноября 2008 года состоялся его первый бой на профессиональном ринге. Деонтей нокаутировал своего оппонента Этана Кокса во втором раунде, отправляя его перед этим трижды на пол. Затем Уайлдер провёл 8 поединков подряд, которые все выиграл нокаутами в первом же раунде.
15 октября 2010 года, Деонтей встретился с соотечественником Гарольдом Сконьерсом. В этом поединке Уайлдер впервые за свою профессиональную карьеру оказался в нокдауне. Но Уайлдер четырежды отправлял оппонента в нокдаун, и уверенно победил. Сконерс стал первым боксёром, кто додержался до четвёртого раунда с Уайлдером.
25 февраля 2012 года Деонтей вышел на ринг с Малоном Хейсом, вторым боксёром, который смог выстоять против Деонтея до четвёртого раунда. Но как и предыдущие оппоненты, потерпел поражение нокаутом. 26 мая 2012 года Деонтей в первом раунде нокаутировал Джесси Олтманнса (10-2).
После этого боя, через месяц Деонтей вышел на рейтинговый бой с именитым в прошлом соперником, Оуэном Беком. Поединок состоялся 23 июня 2012 года. В конце первого раунда Деонтей правым кроссом отправил Бека в нокдаун. Ямаец опустился на одно колено, но успел встать до гонга. Во втором раунде коротким левым хуком Деонтей снова отправил Оуэна на канвас. Третий раунд был ещё тяжелее для Оуэна, Деонтей нанёс рассечение, и дважды отправил ямайца на настил ринга. После одностороннего доминирования рефери прекратил поединок.
Следующий бой Уайлдер провёл 4 августа 2012 года. Изначально поединок был намечен с непобеждённым 37-и летним американцем, Келвином Прайсом. Но Прайс получил травму, и ему была найдена замена в лице Кертсона Мансуэлла (22-6, 17 КО). Уайлдер уже в первом раунде нокаутировал Мансвелла, продемонстрировав удар невероятной силы — причём, не только правый, к которому все привыкли, но и левый хук. Именно этим ударом Уайлдер очень сильно потряс Мансвелла на второй минуте боя и тут же добавил удар правой, который отправил Мансвелла в тяжёлый нокдаун. Мансвелл поднялся, но уже через несколько секунд вновь оказался в нокдауне — на этот раз Уайлдер начал атаку справа, а закончил левым хуком. Мансвелл снова поднялся, но в вертикальном положении оставался он недолго — ещё несколько ударов Деонтея, и рефери останавливает бой после третьего падения Мансвелла на канвас ринга.
В сентябре Уайлдер вышел на ринг с непобеждённым соотечественником, Дэймоном Маккрири (14-0). Первый раунд прошёл с преимуществом Уайлдера. В начале второго раунда МакКрири удалось провести хороший удар правой. Впрочем, это был лишь эпизодический успех — через несколько секунд Уайлдер отправил МакКрири в нокдаун, а когда тот поднялся — продолжил избиение. После того, как МакКрири во второй раз оказался на помосте ринга, рефери остановил бой, зафиксировав победу Деонтея Уайлдера техническим нокаутом.
15 декабря состоялась долгожданная встреча непобеждённых Деонтея Уайлдера и Келвина Прайса (13-0). Данный поединок стал первым титульным в карьере Уайлдера. Первые два раунда были размеренными и осторожными. В конце первой минуты третьего раунда Уайлдер выбросил левый джеб, на котором Прайс сконцентрировал внимание и увернулся в сантиметре от перчатки, и тут же Деонтей мощным правым кроссом отправил Келвина в глубокий нокаут. Прайс рухнул на настил и выглядел очень потрясённым. Рефери, не отсчитав до десяти и глядя в глаза Прайса, прекратил поединок, зафиксировав досрочную победу Уайлдера. Прайс с решением не спорил.
19 января 2013 года вышел на ринг с американцем Мэтью Гриром. Участие Уайлдера в боксёрском шоу было незадолго до самого события, и соперника пришлось искать в кратчайшие сроки, был найден проходной джорнимен, Мэтью Грир, который уступал предыдущим соперникам Уайлдера. Деонтей легко справился с Гриром в рейтинговом поединке за неполных два раунда.

#### Бой с Одли Харрисоном
27 апреля 2013 года в Шеффилде, Великобритания, Деонтей Уайлдер встретился с олимпийским чемпионом 2000 года в супертяжёлом весе, британцем Одли Харрисоном. Поединок начался осторожно, но уже на первой минуте раунда Уайлдер сильно потряс Харрисона правым кроссом. Американец продолжил серию и нанёс ещё несколько точных ударов. Харрисон упал в углу ринга. Одли смог встать, но стоял неуверенно и судья прекратил поединок. Уайлдер победил техническим нокаутом в первом раунде.

#### Бой с Сергеем Ляховичем
На 15 июня был намечен поединок в Великобритании между Деонтеем Уайлдером и британцем, Дереком Чисорой, но у Уайлдера возникли проблемы с законом, и он не смог покинуть пределы США в указанный срок. Следующая дата боя Деонтея была перенесена на 9 августа, соперником стал бывший чемпион мира по версии WBO, белорус Сергей Ляхович.
Бой начался осторожно с разведки с дальней дистанции, но в середине первого раунда Уайлдер провел удар правой, который прошёл не совсем точно, но заставил Ляховича отойти к канатам. Уже через несколько секунд Деонтей брутально нокаутировал Сергея ещё одним ударом правой. Сергей упал и задёргался в конвульсиях, рефери сразу дал отмашку окончания поединка. Ляхович долго находился на помосте ринга, и даже были вынесены носилки, но, к счастью, они не понадобились — Сергей смог прийти в себя.
Летом 2013 года помогал Дэвиду Хэю готовится к поединку против Тайсона Фьюри, намеченному на 28 сентября 2013 года. Бой в итоге не состоялся из-за рассечения у Хэя. В радиоинтервью журналистке Карле Джа Уайлдер рассказал, как проходили его спарринги с Дэвидом Хэем. С его слов у них был отличный тренировочный лагерь и в спаррингах с ним Хэй работал на скорость. Он так же заявил, что в предстоящем бою видел победу Хэя.

#### Бой с Николаем Фиртой
26 октября 2013 года встретился с Николаем Фиртой. В 1 раунде к середине Уайлдер дважды отправил Фирту в нокдаун. Во второй раунд Фирта вступил уже гораздо осторожнее. В этом раунде доминировал Деонтей Уайлдер, и иногда даже складывалось впечатление, что он поддразнивает соперника. Однако Фирта всё же смог реализовать несколько достойных контратак. На последней минуте третьего раунда Уайлдер буквально выкинул оппонента своей атакой на канаты, или, если быть более точными, в канаты. Четвёртый раунд стал решающим для исхода боя. Деонтей Уайлдер серией ударов притеснил Николая Фирту к канатам, а потом следующей серией завершил бой.

#### Претендентский бой с Маликом Скоттом
15 марта 2014 года в Пуэрто-Рико, Уайлдер в бою за звание обязательного претендента на титул чемпиона мира в тяжёлом весе по версии WBC, встретился с американским спойлером, Маликом Скоттом. Уайлдер победил 33-летнего соотечественника Малика Скотта. Уайлдеру понадобилось всего 96 секунд, чтобы нокаутировать своего соперника. Этот поединок вызвал много споров и сомнений, о том, что бой был договорным и Скотт симулировал нокаут.

#### Бой с Джейсоном Гаверном
16 августа Уайлдер в промежуточном поединке встретился с американским джорнименом, Джейсоном Гаверном. Уайлдер владел заметным преимуществом с самого начала боя, отправлял Гаверна на настил ринга в третьем и четвёртом раундах, и перед пятым отрезком времени угол Гаверна отказался от продолжения боя.
В мае 2014 года будущий чемпион вызвал на спарринг «интернет-тролля» Чарли Зеленоффа, который нелестно отзывался о самом Уайлдере, равно как и о его дочери. В итоге Деонтей нанёс Чарли сокрушительное поражение.

#### Чемпионский бой с Бермейном Стиверном
17 января 2015 года на MGM Grand Garden Arena в Лас-Вегасе состоялся чемпионский бой Деонтея Уайлдера (32-0, 32 КО) и канадца Бермейна Стиверна (24-1-1, 21 КО). Поединок начался с размена ударами в первых раундах, преимущество в котором было на стороне Уайлдера. Более высокий американец контролировал соперника за счёт дальнего джеба, пока Стиверн пытался прорваться на ближнюю дистанцию. Во втором, пятом и седьмом раундах, Уайлдер сильно потрясал Стиверна, но чемпион удерживался на ногах. В итоге бой продлился все 12 раундов и завершился победой Уайлдера единогласным решением судей: 118—109, 119—108 и 120—107.
Таким образом Уайлдер стал новым чемпионом мира в тяжёлом весе по версии WBC, впервые в профессиональной карьере не сумев нокаутировать соперника. Также этот бой стал самым долгим в профессиональной карьере Деонтея. Позже Уайлдер заявил, что в первой половине боя травмировал правую руку, а за день до поединка травмировал правый глаз. После боя Бермейна Стиверна доставили в больницу, врачи выяснили, что у него было сильное обезвоживание организма.

#### Бой с Эриком Молиной
13 июня 2015 года Уайлдер провёл первую защиту титула против соотечественника Эрика Молины. Это был первый бой в тяжелом весе, состоявшийся в штате Алабама с участием 9347 человек. Молина стремился стать первым в истории мексикано-американским чемпионом мира в тяжелом весе. В третьем раунде Эрик Молина неожиданно для всех потряс чемпиона, но развить свой успех не сумел. Уайлдер владел явным преимуществом по ходу боя и трижды отправлял Молину в нокдауны — в 4-м и дважды в 5-м раундах, а в 9-м раунде после удара справа, Молина тяжело упал на пол, и рефери остановил бой. Счёт судей на момент остановки боя: 90—77, 89—78, 89—78 все в пользу Уайлдера.

#### Бой с Жоаном Дюапа
26 сентября 2015 года Уайлдер защитил титул в добровольной защите с французским боксёром Жоаном Дюапа (32-2). Дюапа, проведя весь бой в глухой защите проиграл техническим нокаутом Уайлдеру в 11-м раунде. После боя Дюапа сказал, что рефери преждевременно остановил бой и он мог продолжать. На момент остановки боя Уайлдер был впереди на картах всех судей: 99—90, 100—90, 99—91

#### Бой с Артуром Шпилькой
На 16 января 2016 года в Нью-Йорке был запланирован бой Деонтея Уайлдера против украинца Вячеслава Глазкова, но Глазков решил побороться за вакантный титул чемпиона IBF c Чарльзом Мартином и замена Глазкову была найдена в лице польского боксёра Артура Шпильки (20-1).
Бой складывался для чемпиона непросто — в первых раундах ему было явно неудобно боксировать с левшой, но с ходом боя Уайлдер приспособился и начал доставать голову соперника своими ударами правой, хотя Шпилька их видел и успевал смягчить. В целом бой проходил достаточно ровно, но в 9-м раунде Деонтей показал то, за что его считают одним из самых сильных панчеров в супертяжелом дивизионе — Артур, пытаясь провести удар с левой из нырка, пропустил от Уайлдера мощный встречный правый удар в челюсть и рухнул на настил ринга. После этого удара Шпилька долго не приходил в сознание, из-за чего его пришлось выносить с ринга на носилках и доставлять в больницу. По итогам восьми раундов, по мнению судей, победу одерживал Деонтей. Один из судей отдал Шпильке три раунда из восьми, двое других — по два раунда. Счёт судей на момент остановки боя: 75—77, 74—78, 74—78 в пользу чемпиона.

#### Бой с Крисом Арреолой
26 февраля 2016 года в американском Майами состоялись торги за право проведения боя между чемпионом мира по боксу по версии WBC Деонтеем Уайлдером и обязательным претендентом Александром Поветкиным. Победу одержала российская сторона, заявка которой составила чуть больше $7,15 миллиона. Бой должен был состояться 21 мая 2016 года в Москве на арене Мегаспорт. 13 мая 2016 года было объявлено, что в допинг-пробе Александра Поветкина, взятой Ассоциацией по добровольному тестированию на допинг (VADA, не путать с WADA) в апреле, обнаружены остаточные следы мельдония в концентрации 70 нанограмм мельдония при допустимом 1 микрограмме, то есть в 14 раз ниже верхнего предела. По словам Рябинского, Поветкин был в курсе запрета мельдония и перестал его принимать в сентябре 2016 года. Всемирный боксерский совет не принял решение об отмене поединка с американцем Деонтеем Уайлдером. Бой с Уайлдером был перенесён на другую дату. В итоге Поветкин снова попался на допинге в бою за титул временного чемпиона по версии WBC с Бермейном Стиверном и вскоре был вычеркнут из рейтинга WBC. 16 июля 2016 встретился с Крисом Арреолой. Уайлдер завладел явным преимуществом с самого начала боя, отправил Арреолу в нокдаун в четвёртом раунде, однако не форсировал события и вёл поединок в невысоком темпе. Во второй половине боя преимущество Уайлдера стало ещё более подавляющим, он без труда потрясал Арреолу своими ударами, плюс к этому возле левого глаза претендента образовалась большая гематома. В итоге после восьмого раунда угол Арреолы отказался от продолжения боя. После боя с Арреолой стало известно, что в бою Уайлдер получил травму правой руки, предположительно перелом и разрыв бицепса, и может уже не выйти на ринг до конца 2016 года.

#### Бой с Джеральдом Вашингтоном
На 25 февраля 2017 года был запланирован бой с поляком Анджеем Вавжиком (33-1, 19 KO), но 25 января стало известно, что Вавжик провалил допинг-тест (пробы, взятые у поляка 15 и 16 января в Варшаве, дали положительный результат на анаболический стероид «станозолол») и ему нашли замену в лице непобежденного американца Джеральда Вашингтона (18-0-1, 12 KO), который должен был выступать в андеркарте этого же боя.
Претендент довольно неожиданно сумел записать на свой счёт первые три раунда. Будучи более активным, андердог жёстко работал джебом и одиночными ударами справа. 4 раунд Уайлдер записал себе в актив. В пятом раунде серией ударов Уайлдер отправил своего соперника в нокдаун, тот сумел подняться и продолжить бой, но последующее добивание вынудило рефери остановить поединок.

#### Реванш с Бермейном Стиверном
После боя Деонтея Уайлдера с Джеральдом Вашингтоном Всемирный боксёрский совет (WBC) официально назначил реванш действующего чемпиона и гаитяно-канадца Бермейна Стиверна (25-2-1, 21 КО). Стороны боксёров должны были начать переговоры 27 февраля, и договориться в течение 30-дневного срока. В противном случае организатор боя определится на промоутерских торгах. Однако Уайлдер планировал провести объединительный бой с Джозефом Паркером, но переговоры с ним не привели к результату и Паркер предпочел встретиться с Разваном Кожану, после чего Уайлдер решил провести бой с Луисом Ортисом. Однако обязательный претендент на этот титул Бермейн Стиверн был намерен помешать проведению поединка, однако в итоге согласился на отступные и встретиться с Домиником Бризилом в андеркарте этого боя. 29 сентября в допинг- пробе Ортиса был обнаружен лозартан, который прописывается для борьбы с повышенным артериальным давлением. В результате соперником Деонтея всё же стал Бермейн Стиверн.
Бой начался в довольно скучной манере, Уайлдер пристреливался джебами, а Стиверн практически ничего не делая монотонно двигался вперед. Все это продолжалось до того момента, когда мощнейшая двойка не влетела в голову канадца и тот рухнул на канвас. Стиверн сумел подняться и продолжить поединок, но это было лишь началом конца. После ещё одного нокдауна «Бронзовый бомбардировщик» добил своего оппонента, сделав это в уверенной и пафосной манере. Согласно данным Compubox, Стиверн был чрезвычайно пассивен и выбросил за почти три минуты боя всего четыре удара, ни один из которых не достиг цели. Уайлдер выбросил 39 ударов, 15 из которых достигли цели.

#### Бой с Луисом Ортисом
3 марта 2018 года Уайлдер всё же встретился с кубинским ветераном Луисом Ортисом в Бруклине. Первый раунд прошёл в разведке, Ортис принялся работать агрессивным первым номером, Уайлдер пытался провалить кубинца и контратаковать ударной правой. Во 2-м раунде Ортис побывал на канвасе, но рефери справедливо не открыл счёт — кубинец просто потерял равновесие. В 5-м раунде Уайлдер неожиданно взорвался контратакой и уронил кубинца коронным правым прямым. В 6-м раунде американец снова потряс кубинца и попытался добить, но развить успех не сумел и даже пропустил несколько ударов. В 7-м раунде Ортис зажал Уайлдера у канатов, избивая практически на выбор. Уайлдер был на грани нокдауна, но сумел достоять до конца раунда. 8 раунд также ушел в актив кубинца. Израсходовав весь запас горючего, 39-летний Ортис позволил Уайлдеру вернуться в бой и даже забрать в свою копилку 9-й раунд. А в 10-м раунде Уайлдер потряс уставшего кубинца, отправил в нокдаун, а затем добил до отмашки рефери. Счёт судей на момент остановки боя: 84—85, 84—85, 84—85 в пользу Уайлдера. Однако телеканалы Showtime и CBS Sports выставили счёт 86—83 в пользу Ортиса .

#### Бой с Тайсоном Фьюри
Бой состоялся в ночь с 1 на 2 декабря 2018 года в Лос-Анджелесе. Практически с самого начала Уайлдер пытался как следует достать претендента своей правой, но Фьюри, благодаря хорошей технике, умело уходил от ударов. Тайсон много «раздергивал» соперника, пытаясь вытянуть атаки чемпиона на себя, для нанесения точного встречного удара. Практически весь бой проходил под диктовку претендента, но в 9 раунде Фьюри оказался в нокдауне. Однако, Тайсон все же поднялся с настила и продолжил бой. В чемпионских раундах Фьюри также навязывал «свой бой», но в 12 раунде Деонтей Уайлдер снова смог усадить претендента на канвас. В конечном итоге судейские записки сказали следующее — первый судья дал: 111—115 (Уайлдер), второй судья: 114—112 (Фьюри), и третий: 113—113. В итоге по очкам раздельным решением судей вышла ничья.

#### Бой с Домиником Бризилом
Ещё в начале апреля 2018 года Деонтей Уайлдер подтвердил появившиеся слухи, что его следующим соперником может стать экс-претендент на титул чемпиона мира по версии IBF Доминик Бризил (20-1, 18 KO). И тогда стало известно, что команда Доминика Бризила отказалась вести переговоры о претендентском бое с болгарином Кубратом Пулевым и полностью сосредоточилась на подготовке боя с Деонтеем Уайлдером. 19 марта 2019 года было официально объявлено что бой Уайлдера с Домиником Бризилом состоится 18 мая 2019 года.

#### Реванш с Луисом Ортисом
23 ноября 2019 года встретился с Луисом Ортисом. Первый раунд записал себе в актив претендент: дважды попадал левыми прямыми (Ортис — левша), но заработал неприятное рассечение возле глаза. Во 2-й трёхминутке кубинец вновь попал левым прямым. Бойцы не форсировали событий, выбрасывали мало. В 3-м раунде Ортис действовал слегка агрессивнее, работал по корпусу. Уайлдер безуспешно пытался поймать претендента левым чек-хуком. Американец не единожды рискованно задерживался возле канатов, но кубинец такие эпизоды использовать не сумел. Половина боя прошла, а в активе Уайлдера не было практически ни одного точного прицельного удара. В 7-м раунде Уайлдер поймал Ортиса встречным правым прямым. Ортис рухнул на канвас и продолжить бой не смог. На момент остановки боя Ортис вёл на картах всех судей: 58—56, 59—55, 59—55.

#### Второй бой с Тайсоном Фьюри
Реванш между боксёрами состоялся 22 февраля 2020 года. Тайсон Фьюри победил Деонтея Уайлдера техническим нокаутом в седьмом раунде.

#### Третий бой с Тайсоном Фьюри
9 октября 2021 года в Лас-Вегасе состоялся третий бой между Тайсоном Фьюри и Деонтеем Уайлдером. С первых секунд боя Уайлдер принялся активно обрабатывать корпус Фьюри мощными прямыми ударами. Фьюри большую часть первого раунда провёл в защите, но в концовке хорошо подловил соперника двойкой. Во втором раунде чемпион активизировался, начал проводить комбинации, а большую часть атак Уайлдера гасил в клинче. В третьем раунде Уайлдеру удалось несколько раз плотно попасть по сопернику, но в концовке раунда Фьюри отправил соперника в тяжёлый нокдаун комбинацией из двух ударов справа и левого хука в висок. Уайлдер поднялся, пропустил ещё несколько ударов, но удержался на ногах. В четвёртом раунде Фьюри продолжил прессинговать уже изрядно уставшего Деонтея. Американец выглядел неважно большую часть раунда, но в концовке неожиданно отправил Тайсона в нокдаун встречным ударом справа в лоб. Фьюри поднялся, но за несколько секунд до гонга снова упал, пропустив удар в область затылка. Британцу удалось встать и окончить раунд на ногах. В пятом и шестом раунде Фьюри навязал сопернику изнуряющую возню в клинче, регулярно повисая на нём всем весом и заталкивая в канаты. К концу шестого раунда Уайлдер был совершенно измотан, а Фьюри восстановился от нокдаунов и снова завладел инициативой. Следующие три раунда прошли под полным контролем Фьюри, который подчас просто избивал Деонтея, пребывавшего в состоянии грогги. Несмотря на это, экс-чемпион не сдавался и периодически опасно пробивал по голове оппонента. В десятом раунде, пропустив правый боковой за ухо, американец оказался на настиле, но смог встать и продолжить поединок, а перед самым гонгом потряс Фьюри серией ударов. В одиннадцатом раунде «Цыганский король» в очередной раз зажал соперника в углу и, после нескольких секунд возни в клинче, брутально вырубил Уайлдера правым боковым в висок.

#### Бой с Робертом Хелениусом
В августе 2022 года Глава WBC Маурисио Сулейман сообщил, что организация присвоила статус отборочных двум предстоящим поединкам в супертяжелом весе. Бою 4 сентября между Энди Руисом (#5) и Луисом Ортисом (#8) и бою 15 октября между Деонтеем Уайлдером (#1) и Робертом Хелениусом (#9). На тот момент Роберт Хелениус серьезно улучшил свои позиции, одержав две досрочные победы над небиты польским проспектом Адамом Ковнацким. Бой состоялся 15 октября 2022 года американец сразу отдал инициативу, став работать вторым номером, но за несколько секунд до гонга на перерыв поймал соперника коротким ударом справа навстречу, отправив оппонента в глухой нокаут. Хелениуса долго не могли привести в чувство и он покинул ринг, как только смог встать на ноги, а «Бронзовый бомбардировщик» в послематчевом интервью заявил, что хочет видеть своим следующим соперником Энди Руиса или Александра Усика. Платную трансляцию поединка купило около 75 тысяч подписчиков в США, сообщает Fight Freaks Unite со ссылкой на источники. Гонорар Уайлдера за бой составил 20 миллионов долларов. Хелениус заработал 1 миллион.

#### Бой с Джозефом Паркером
В августе 2023 года стало известно, что WBC отменил отборочный бой между победителями полуфиналов Уайлдером и Руисом. Причиной послужило то, что команды поздно начали переговоры и после нескольких попыток не смогли договориться. Не секрет, что главная проблема — разногласие в финансах. Стоит отметить, что в прессе весь год обсуждались вялотекущие закулисные переговоры Уайлдера и Джошуа который занимает 3-е место в рейтинге WBC. Ближе к концу года организаторы супервечера в Эр-Рияде смогли организовать бой для Деонтея Уайлдера против топового боксера, экс-чемпиона мира Джозефа Паркера. Бой состоялся 23 декабря 2023 года и неожиданно прошел всю дистанцию закончившись убедительной победой Джозефа Паркера со счетом: 118—111, 118—110 и 120—108.

#### Бой с Чжаном Чжилэйем
1 июня 2024 года в Эр-Рияде (Саудовская Аравия) в главном бою вечера встретился в рейтинговом бою с китайским боксёром Чжаном Чжилэйем. Бой начался спокойно: Чжилэй занял центр ринга и неспешно поддавливал Уальдера который осторожно джебил и выжидал вытягивая на себя оппонента. Второй раунд бойцы активизировались и показали обмен ударами на средней который не привел к ощутимым результатам. Третий и четвертый раунд были похожи на первый раунд, где навязавший свой ритм боя Чжан неспешно давит Уальдера без обострений. В 5-м отрезке Уальдер пропустил сначала один удар справа, а затем и короткий второй удар (крюк) который свалил его с ног. Деонтей с трудом встал, но рефери оценив состояние решил прекратить бой. 

#### Бой с Тайрреллом Хэрндоном
27 июня 2025 года в Уичито (США) вернулся в промежуточном поединке с Тайрреллом Хэрндоном (24-6, 15 КО). Начало боя с позиционной работы джебом, Уальдер старается резать пространство активно работающему на ногах Хердону. Во втором раунде рефери отсчитывает Хердону нокдаун. Он пошёл в отаку, но нарвался на левым. Считает, что это не нокдаун, что его поймали в разбалансированном состоянии. Следующие раунды под контролем Уальдера за счёт джеба, но попаданий ударной правой нет. Начиная с 4-го раунда Уальдер увеличил активность, начал наседать, выбрасывать размашистые удары. К 6-му раунду Хэрдон устал, стал наклоняться, лезть в клинч. Уальдер сильно хочет нокаутировать соперника, заряжается на размашистый удар. Смог послать в нокдаун Тайррелла в 6-м раунде, но тот дожил до гонга. После одной из размашистых атак фаворита рефери не выдерживает и останавливает бой в 7-м отрезке. 

## Таблица профессиональных поединков
В таблице перечислены результаты всех поединков боксёров.
В каждой строке указан результат поединка. Дополнительно номер поединка обозначен цветом, который обозначает итог поединка. Расшифровка обозначений и цветов представлена в нижеследующей таблице.
| Пример | Расшифровка                     |
| ------ | ------------------------------- |
|        | Победа                          |
|        | Ничья                           |
|        | Поражение                       |
|        | Планируемый поединок            |
|        | Поединок признан несостоявшимся |
| КО     | Нокаут                          |
| ТКО    | Технический нокаут              |
| PTS    | Решение судей (по очкам)        |
| UD     | Единогласное решение судей      |
| MD     | Решение большинства судей       |
| SD     | Раздельное решение судей        |
| RTD    | Отказ от продолжения боя        |
| DQ     | Дисквалификация                 |
| NC     | Поединок признан несостоявшимся |

| 49 поединков, 44 победы (43 нокаутом), 1 ничья, 4 поражения. | 49 поединков, 44 победы (43 нокаутом), 1 ничья, 4 поражения. | 49 поединков, 44 победы (43 нокаутом), 1 ничья, 4 поражения. | 49 поединков, 44 победы (43 нокаутом), 1 ничья, 4 поражения. | 49 поединков, 44 победы (43 нокаутом), 1 ничья, 4 поражения. | 49 поединков, 44 победы (43 нокаутом), 1 ничья, 4 поражения. | 49 поединков, 44 победы (43 нокаутом), 1 ничья, 4 поражения. |
| Бой                                                          | Рекорд                                                       | Дата                                                         | Соперник                                                     | Место боя                                                    | Результат                                                    | Комментарии |
| ------------------------------------------------------------ | ------------------------------------------------------------ | ------------------------------------------------------------ | ------------------------------------------------------------ | ------------------------------------------------------------ | ------------------------------------------------------------ | --- |
| 49                                                           | 44-4-1                                                       | 27 июня 2025                                                 | Тайррелл Херндон (24-5)                                      | Charles Koch Arena, Уичито, Канзас, США                      | TKO 7 (10), 2:16                                             | Хэрдон в нокдауне во 2-м и 6-м раунде |
| 48                                                           | 43-4-1                                                       | 1 июня 2024                                                  | Чжан Чжилэй (26-2-1)                                         | Kingdom Arena, Эр-Рияд, Саудовская Аравия                    | TKO 5 (12)                                                   | |
| 47                                                           | 43-3-1                                                       | 23 декабря 2023                                              | Джозеф Паркер (33-3)                                         | Kingdom Arena, Эр-Рияд, Саудовская Аравия                    | UD 12                                                        | Счёт: 118-111, 118-110, 120-108. Бой за титул интерконтинентального чемпиона WBO (1-я защита Паркера) и вакантный титул интерконтинентального чемпиона WBC в тяжелом весе. |
| 46                                                           | 43-2-1                                                       | 15 октября 2022                                              | Роберт Хелениус (31-3)                                       | Барклайс-центр, Бруклин, Нью-Йорк, США                       | KO 1 (12), 2:57                                              | Полуфинальный элиминатор на титул WBC |
| 45                                                           | 42-2-1                                                       | 9 октября 2021                                               | Тайсон Фьюри (3) (30-0-1)                                    | Ти-Мобайл Арена, Лас-Вегас, Невада, США                      | KO 11 (12), 1:10                                             | Бой за титул чемпиона мира по версиям WBC и The Ring (1-я защита Фьюри) в тяжёлом весе.                                                                                    |
| 44                                                           | 42-1-1                                                       | 22 февраля 2020                                              | Тайсон Фьюри (2) (29-0-1)                                    | MGM Grand Garden Arena, Лас-Вегас, Невада, США               | TKO 7 (12), 1:39                                             | 11-я защита Уайлдера (добровольная) титула чемпиона мира по версии WBC и бой за вакантный титул по версии The Ring.                                                        |
| 43                                                           | 42-0-1                                                       | 23 ноября 2019                                               | Луис Ортис (2) (31-1)                                        | MGM Grand Garden Arena, Лас-Вегас, Невада, США               | KO 7 (12), 2:51                                              | 10-я защита Уайлдера (добровольная) титула чемпиона мира по версии WBC. |
| 42                                                           | 41-0-1                                                       | 18 мая 2019                                                  | Доминик Бризил (20-1)                                        | Барклайс-центр, Бруклин, Нью-Йорк, США                       | KO 1 (12), 2:17                                              | 9-я защита Уайлдера (обязательная) титула чемпиона мира по версии WBC. |
| 41                                                           | 40-0-1                                                       | 1 декабря 2018                                               | Тайсон Фьюри (27-0)                                          | Стэйплс-центр, Лос-Анджелес, Калифорния, США                 | SD 12                                                        | Счёт: 115-111, 113-113, 112-114. 8-я защита Уайлдера (добровольная), титул чемпиона мира по версии WBC. Фьюри в нокдауне в 9-м и в 12-м раундах.                           |
| 40                                                           | 40-0                                                         | 3 марта 2018                                                 | Луис Ортис (28-0-0-2)                                        | Барклайс-центр, Бруклин, Нью-Йорк, США                       | TKO 10 (12), 2:05                                            | 7-я защита Уайлдера (добровольная), титул чемпиона мира по версии WBC. Ортис в нокдауне в 10-м раунде.                                                                     |
| 39                                                           | 39-0                                                         | 4 ноября 2017                                                | Бермейн Стиверн (2) (25-2-1)                                 | Барклайс-центр, Бруклин, Нью-Йорк, США                       | KO 1 (12), 2:59                                              | 6-я защита Уайлдера (обязательная), титул чемпиона мира по версии WBC. Стиверн трижды в нокдауне в 1 раунде.                                                               |
| 38                                                           | 38-0                                                         | 25 февраля 2017                                              | Джеральд Вашингтон (18-0-1)                                  | Legacy Arena, Бирмингем, Алабама, США                        | TKO 5 (12), 1:45                                             | 5-я защита Уайлдера (добровольная), титул чемпиона мира по версии WBC. Вашингтон в нокдауне в 5-м раунде.                                                                  |
| 37                                                           | 37-0                                                         | 16 июля 2016                                                 | Крис Арреола (36-4-1)                                        | Legacy Arena, Бирмингем, Алабама, США                        | RTD 8 (12), 3:00                                             | 4-я защита Уайлдера (добровольная), титул чемпиона мира по версии WBC. Арреола в нокдауне 4-м раунде.                                                                      |
| 36                                                           | 36-0                                                         | 16 января 2016                                               | Артур Шпилька (20-1)                                         | Барклайс-центр, Бруклин, Нью-Йорк, США                       | KO 9 (12), 2:24                                              | 3-я защита Уайлдера (добровольная), титул чемпиона мира по версии WBC. |
| 35                                                           | 35-0                                                         | 26 сентября 2015                                             | Жоан Дюапа (32-2)                                            | Legacy Arena, Бирмингем, Алабама, США                        | TKO 11 (12), 0:55                                            | 2-я защита Уайлдера (добровольная), титул чемпиона мира по версии WBC. |
| 34                                                           | 34-0                                                         | 13 июня 2015                                                 | Эрик Молина (23-2)                                           | Bartow Arena, Бирмингем, Алабама, США                        | КО 9 (12), 1:03                                              | 1-я защита Уайлдера (добровольная), титул чемпиона мира по версии WBC. Молина в нокдауне один раз в 4-м и два раза в 5-м раундах.                                          |
| 33                                                           | 33-0                                                         | 17 января 2015                                               | Бермейн Стиверн (24-1-1)                                     | MGM Grand Garden Arena, Лас-Вегас, США                       | UD 12                                                        | Счёт судей: 120-107, 119-108, 118-109. Завоевал титул чемпиона мира по версии WBC в тяжёлом весе.                                                                          |
| 32                                                           | 32-0                                                         | 16 августа 2014                                              | Джейсон Гаверн (25-15-4)                                     | Карсон, Калифорния, США                                      | RTD 4 (12), 3:00                                             | Промежуточный бой. Гаверн в нокдауне в 3-м и 4-м раундах. |
| 31                                                           | 31-0                                                         | 15 марта 2014                                                | Малик Скотт (36-1-1)                                         | Баямон, Пуэрто-Рико                                          | KO 1 (12), 1:46                                              | Бой за звание обязательного претендента по версии WBC. |
| 30                                                           | 30-0                                                         | 26 октября 2013                                              | Николай Фирта (21-10-1)                                      | Атлантик-Сити, Нью-Джерси, США                               | KO 4 (10), 1:26                                              | Бой за титул чемпиона континентальной Америки по версии WBC (2-я защита Уайлдера). Фирта 2 раза в нокдауне в 1 раунде.                                                     |
| 29                                                           | 29-0                                                         | 9 августа 2013                                               | Сергей Ляхович (25-5)                                        | Индио, Калифорния, США                                       | KO 1 (10), 1:46                                              | Бой за титул чемпиона континентальной Америки по версии WBC, 1-я защита Уайлдера.                                                                                          |
| 28                                                           | 28-0                                                         | 27 апреля 2013                                               | Одли Харрисон (31-6)                                         | Шеффилд, Великобритания                                      | TKO 1 (12), 1:10                                             | |
| 27                                                           | 27-0                                                         | 19 января 2013                                               | Мэтью Грир (15-8)                                            | Вильяэрмоса, Мексика                                         | TKO 2 (8), 1:16                                              | |
| 26                                                           | 26-0                                                         | 15 декабря 2012                                              | Келвин Прайс (13-0)                                          | Лос-Анджелес, Калифорния                                     | KO 3 (10), 0:51                                              | Бой за вакантный титул чемпиона континентальной Америки по версии WBC. |
| 25                                                           | 25-0                                                         | 8 сентября 2012                                              | Дэймон МакКрири (14-0)                                       | Коста-Меса, Калифорния                                       | KO 2 (10), 0:55                                              | МакКрири в нокдауне в 1 раунде, 2 раза во 2 раунде. |
| 24                                                           | 24-0                                                         | 4 августа 2012                                               | Кертсон Мэнсуэлл (23-5)                                      | Мобил, Алабама                                               | TKO 1 (10), 2:10                                             | Мансуэлл 3 раза в нокдауне. |
| 23                                                           | 23-0                                                         | 23 июня 2012                                                 | Оуэн Бек (29-10)                                             | Таскалуса, Алабама                                           | TKO 3 (8), 3:00                                              | Бек 4 раза в нокдауне. |
| 22                                                           | 22-0                                                         | 26 мая 2012                                                  | Джесси Отманс (10-2)                                         | Канкун, Мексика                                              | TKO 1 (8), 0:26                                              | |
| 21                                                           | 21-0                                                         | 25 февраля 2012                                              | Марлон Хейс (23-10)                                          | Сент-Луис, Миссури                                           | TKO 4 (8), 3:00                                              | |
| 20                                                           | 20-0                                                         | 26 ноября 2011                                               | Дэвид Лонг (11-1-2)                                          | Цинциннати, Огайо                                            | KO 1 (8), 1:17                                               | Лонг 1 раз в нокдауне. |
| 19                                                           | 19-0                                                         | 5 ноября 2011                                                | Даниэль Кота (17-3-1)                                        | Канкун, Мексика                                              | KO 3 (8), 2:55                                               | |
| 18                                                           | 18-0                                                         | 27 августа 2011                                              | Доминик Александер (20-11-1)                                 | Таскалуса, Алабама                                           | TKO 2 (6), 2:02                                              | |
| 17                                                           | 17-0                                                         | 18 июня 2011                                                 | Дэймон Рид (46-15)                                           | Таскалуса, Алабама                                           | KO 2 (8), 1:59                                               | |
| 16                                                           | 16-0                                                         | 6 мая 2011                                                   | Реджи Пенья (6-6)                                            | Индио, Калифорния                                            | TKO 1 (6), 2:03                                              | |
| 15                                                           | 15-0                                                         | 9 февраля 2011                                               | Деандри Аброн (15-6)                                         | Таскалуса, Алабама                                           | TKO 2 (6), 1:23                                              | |
| 14                                                           | 14-0                                                         | 2 декабря 2010                                               | Дэнни Шихан (11-38)                                          | Лафейетт, Луизиана                                           | KO 1 (6), 1:48                                               | |
| 13                                                           | 13-0                                                         | 15 октября 2010                                              | Гарольд Сконьерс (17-20-2)                                   | Индио, Калифорния                                            | ТKO 4 (6), 1:09                                              | Сконьерс в нокдауне 4 раза, Уайлдер в нокдауне 1 раз (первый нокдаун в карьере Уайлдера).                                                                                  |
| 12                                                           | 12-0                                                         | 25 сентября 2010                                             | Шеннон Кодл (9-0-1)                                          | Tunica Resorts, Миссисипи                                    | KO 1 (6), 1:04                                               | |
| 11                                                           | 11-0                                                         | 3 июля 2010                                                  | Дастин Николс (4-2)                                          | Геттисбург, Пенсильвания                                     | RTD 1 (6), 3:00                                              | |
| 10                                                           | 10-0                                                         | 30 апреля 2010                                               | Альваро Моралес (4-7-5)                                      | Лас-Вегас, Невада                                            | TKO 3 (6), 1:23                                              | |
| 9                                                            | 9-0                                                          | 2 апреля 2010                                                | Тай Кобб (7-1)                                               | Лас-Вегас, Невада                                            | KO 1 (6), 0:33                                               | |
| 8                                                            | 8-0                                                          | 28 ноября 2009                                               | Джерри Вон (2-0-1)                                           | Цинциннати, Огайо                                            | KO 1 (6), 1:02                                               | |
| 7                                                            | 7-0                                                          | 14 августа 2009                                              | Трэвис Аллен (3-4)                                           | Тусон, Аризона                                               | TKO 1 (4), 1:30                                              | |
| 6                                                            | 6-0                                                          | 26 июня 2009                                                 | Келси Арнолд (1-2-2)                                         | Тусон, Аризона                                               | KO 1 (4), 1:13                                               | |
| 5                                                            | 5-0                                                          | 23 мая 2009                                                  | Чарлз Браун (6-15-1)                                         | Цинциннати, Огайо                                            | KO 1 (6), 0:55                                               | |
| 4                                                            | 4-0                                                          | 24 апреля 2009                                               | Джозеф Работт (3-5)                                          | Чикаго, Иллинойс                                             | KO 1 (4), 2:33                                               | |
| 3                                                            | 3-0                                                          | 14 марта 2009                                                | Ричард Грин-мл. (1-1)                                        | Цинциннати, Огайо                                            | RTD 1 (4), 3:00                                              | |
| 2                                                            | 2-0                                                          | 6 марта 2009                                                 | Шеннон Грей (1-0)                                            | Колумбус, Миссисипи                                          | TKO 1 (4), 2:12                                              | |
| 1                                                            | 1-0                                                          | 15 ноября 2008                                               | Итан Кокс (2-2-1)                                            | Нэшвилл, Теннесси                                            | TKO 2 (4), 2:54                                              | Профессиональный дебют. |
| Бой                                                          | Рекорд                                                       | Дата                                                         | Соперник                                                     | Место боя                                                    | Результат                                                    | Комментарии |

## Команда
Тренеры — Марк Бриланд, Расс Анбер, Джэй Дис. Менеджеры — Джэй Дис, Эл Хеймон, Шелли Финкель.
С 2008 по 2015 год промоутером Деонтея Уайлдера являлась Golden Boy Promotions Оскара Де Ла Хойи.
В настоящее время промоутером Деонтея Уайлдера является Лу ДиБелла.

## Спортивные достижения

### Титулы

#### Любительские
- 2007.  Чемпион турнира «Золотые перчатки»
- 2007.  Чемпион США среди любителей
- 2008.  Бронзовый призер олимпийских игр в первом тяжёлом весе

#### Профессиональные региональные
- 2012.  Чемпион Континентальной Америки по версии WBC в тяжёлом весе

#### Профессиональные мировые
- 2015-2020.  Чемпион мира по версии WBC в тяжелом весе

### Награды
- Нокаут года (в бою с Артуром Шпилькой) по версии WBC (2016)[51].
- Нокаут года (в бою с Бермейном Стиверном) по версии WBC (2017)[52].
- Бой года (с Тайсоном Фьюри) по версии WBC (2018) https://vringe.com/news/120853-itogi-2018-goda-ot-wbc-v-laureatakh-usik-gvozdik-kanelo-i-fyuri.htm
- Раунд года (12 раунд боя с Тайсоном Фьюри) по версии канала Showtime https://sport.ua/news/419805-12-y-raund-boya-uaylder-fyuri-luchshiy-raund-2018-goda  , журнала The Ring (2018) https://vringe.com/news/120156-zhurnal-the-ring-usik-boets-goda-lomachenko-trener-goda.htm
- Нокаут года (в бою с Луисом Ортисом) по версии журнала The Ring (2019) https://vringe.com/news/130821-itogi-2019-goda-ot-zhurnala-the-ring-kanelo-uaylder-dzhoshua-i-drugie.htm

### Рекорды
- Самая продолжительная серия побед нокаутом с начала карьеры в тяжелом весе — 32 (Побил рекорд Виталия Кличко — 27).
- Входит в 20-ку боксёров, дольше всех удерживающих звание чемпиона мира по боксу в  тяжёлом весе весе[англ.].

## Семья
С 2009 года женат на Джессике Скейлз-Уайлдер. Они имеют четверо детей: двух дочерей, Нэию и Аву, и двух сыновей, Дереона и Деонтея Уайлдера-младшего.
У Деонтея Уайлдера также есть младший брат — Марселлос Уайлдер (1989 г.р.), который в мае 2018 года также начал карьеру профессионального боксёра.

## Популяризация вне ринга
Деонтей Уайлдер активно популяризирует себя посредством трэш-тока. Он часто вызывает топ боксёров на ринг и называет себя сильнейшим боксёром современности. Он также заявляет, что не знает предела своей силе и может убить человека на ринге. В одном из интервью заявил, что легко бы нокаутировал Майка Тайсона, что вызвало резкую критику со стороны СМИ и ряда боксёров.

## Память
- Статуя «Бронзового бомбардировщика» уже почти закончена и вскоре появится где-нибудь в центре Таскалусы — родного города боксёра в штате Алабама (США)[55].

## Проблемы с законом
9 мая 2013 года Уайлдер был арестован полицией за избиение и попытку удушения женщины в отеле в Лас-Вегасе. Лицо женщины было опухшим, особенно в районе бровей, нос был поврежден и возможно сломан, верхняя губа рассечена, а на шее женщины имелось множество красных пятен. Женщина была доставлена в больницу. Позже он был отпущен под залог в 15 тысяч долларов. Судебное заседание назначено на 3 июня.
Адвокат Уайлдера Пол Паттерсон рассказал, что «Деонтей инстинктивно действовал под ложным впечатлением, что кто-то крадет его вещи. Он сожалеет о своем поступке, он очень сожалеет о случившемся, ведь это совсем не соответствует его репутации. Он и его жертва уже поговорили об этом, и она приняла его извинения. Мы надеемся, что мы скоро уладим этот вопрос».
14 июня 2017 года Уайлдер был остановлен дорожной полицией, и инспектор почуял запах наркотика из его автомобиля. При обыске полиции удалось найти марихуану в машине. В результате он был арестован за хранение марихуаны. Уайлдера обвинили в незаконном хранении марихуаны второй степени. Боксёра отпустили из полиции под залог в $ 1 тыс. Сторона боксёра уверяет, что найденное принадлежит не ему. По словам адвоката Пола Паттерсона, Уайлдер уезжал из штата на несколько дней, и в это время машиной пользовался другой человек.
11 января 2018 года Уайлдер был признан виновным в хранении наркотиков. Суд приговорил боксёра к общественным работам и 30 дням тюремного заключения условно с испытательным сроком в два года.